# Eufriesea concava
Eufriesea concava är en biart som först beskrevs av Heinrich Friese 1899.  Eufriesea concava ingår i släktet Eufriesea, tribus orkidébin, och familjen långtungebin. Inga underarter finns listade.